# Buninskaja alleja (stanice lehkého metra v Moskvě)
Buninskaja alleja (rusky Бунинская аллея) je jednou ze stanic moskevského lehkého metra (linky Butovskaja). Nachází se na sídlišti Butovo na jižní okraji města, od 27. prosince 2003 je jižní konečnou linky, po dobudování na jih navazujícího úseku do roku 2014 se stane stanicí nácestnou. Je pojmenovaná podle jedné z přilehlých ulic a podle Ivana Bunina, v roce 1933 laureáta Nobelovy ceny za literaturu .

## Charakter stanice
Je to nadzemní stanice s ostrovním nástupištěm, dlouhým 90 m, širokým 7 m a umístěným ve výšce 9,6 m nad povrchem země. Kolem obou kolejí jsou umístěné protihlukové stěny. Výstup vychází ze stanice jediný, do západního vestibulu, který je umístěn na povrchové úrovni. Cestujícím jsou k dispozici trojramenné eskalátory a pro osoby se sníženou schopností pohybu pak výtah.